# Сё Тю
Сё Тю (яп. 尚忠, 1391 — 1444) — король государства Рюкю династии Сё (1439—1444). Сын короля Сё Хаси. Во время правления Сё Тю королевство Рюкю начало торговать с Палембангом (1428—1440) и Явой (1430—1442), а также установило дипломатические отношения с Кореей и Китаем.
1443 году император Китая Чжунтун направил к Сё Тю миссию саппо.